# 나카하라 유우키
나카하라 유우키(일본어: 中原 由貴 なかはら ゆうき[*], 1월 25일 - )는 일본의 배우이다. 전 다카라즈카 가극단 츠키구미 남역이다.
도쿄도 세타가야구, 타마가와성학원 고등학교 출신이다. 키 169cm, 혈액형 B형, 애칭은 "유우키"이다. 재단 시절의 예명은 아키즈키 사야(煌月 爽矢)이다.

## 약력
2004년, 다카라즈카 음악학교에 입학하였다.
2006년, 다카라즈카 가극단 92기생으로 입단. 입단 당시 성적은 8번. 소라구미 공연 「NEVER SAY GOODBYE」로 초무대. 그 후, 츠키구미에 배속되었다.
수려한 외모의 남역으로 주목받으며, 2011년, 「장미나라의 왕자」로 신인공연 첫 주연을 맡았다.
2013년, 「베르사이유의 장미」로 2번째 신인공연 주연을 맡았다. 오스칼을 연기하고, 신인공연을 졸업하였다.
그 후, 츠키구미의 희망 남역으로서 활약하지만, 2016년 2월 14일, 「마논(舞音)／GOLDEN JAZZ」 도쿄 공연 천추락을 기해, 다카라즈카 가극단을 퇴단하였다.
퇴단 후에는 본명인 나카하라 유우키(中原由貴)로서 예능 활동을 재개했다.
현재는 대만에 건너가, 배우, 모델, 댄스 강사 등 폭 넓은 분야에서 활동하고 있다.

## 인물
예명의 유래는 "煌"라는 한자를 매우 좋아하기 때문에, 그에 어울리는 예쁜 한자를 고른 뒤, 부모님과 함께 골랐다.
츠키구미 공연 「WEST SIDE STORY」를 어머니의 권유로 관람해, 남역의 멋짐을 동경해, 결단코 남역이 되겠다고 음악학교 수험을 결의했다. 다카라즈카에 들어가기로 결정한 순간, 그때까지 마지못해 다니던 발레 레슨마저 좋아하게 되어버렸다.

## 퇴단 후 주요 활동

### 무대
- 2017년 3 - 4월, 『해가(海街)diary』 (신국립극장)